# 島野功緒
島野 功緒（しまの いさお、本名:島野 功、1922年10月22日 - 2014年12月11日）は、日本の放送評論家。

## 生涯
北海道札幌市出身。札幌一中（現・北海道札幌南高等学校）卒業、慶應義塾大学文学部国文学科中退。
慶應義塾大学在学中に学徒徴兵され、復員後に新聞界に入る。報知新聞の芸能記者を経て、報知新聞東京本社編集局次長、電通PRセンター企画局長、渡辺音楽出版制作部長などを歴任。その後は放送評論家として活躍。特に時代劇に造詣が深く、それに関する著書も多い。
2014年12月11日、急性心不全のため死去。92歳没。

## 連載
- やじうまテレビ ベスト&ワースト（東京中日スポーツ・西日本スポーツ）
- すなかぶりザ・テレビ（週刊新潮）

## 著書
- 『ザ・芸能プロ ウラと表』日之出出版 1981
- 『もっと上手に書ける 例文で教える文章の磨き方』日之出出版 1981
- 『新人サラリーマンの会社遊泳学 君の将来はこれで決まる』日之出出版 1982
- 『放送 比較日本の会社』実務教育出版 1986‐2005
- 『時代劇博物館』毎日新聞社 1988　のち社会思想社現代教養文庫
- 『日本語ミステーク読本 テレビも新聞も間違いだらけ!?』ベストセラーズ ワニ文庫 1995
- 『日本語、ハッとする話 誤用・誤読を退治する本』ベストセラーズ ワニ文庫 1996
- 『恥かき日本語実例集 あなたも知らずに使っている!?』ベストセラーズ ワニ文庫 1996
- 『TV・雑誌で見つけたヘンな日本語』ベストセラーズ ワニ文庫 1997
- 『誰もがうっかり見過ごす誤用乱用テレビの日本語』講談社 2001
- 『時代劇の色気』講談社+α新書 2007
- 『20世紀版「スター・カレンダー」365日素敵な話 あの人の素顔と本音がよみがえる!』講談社+α文庫 2008
- 『昭和流行歌スキャンダル そのときヒット曲は生まれた』新人物文庫 2010